# McLaren MCL33
McLaren MCL33 je vůz formule 1 týmu McLaren F1 Team který odpovídá novým technickým regulím pro rok 2018. Nejviditelnější změnou je doplnění ochranného systému "Halo", známého také jako "svatozář", který chrání hlavu jezdce. Vozidlo v této sezóně pilotuje mistr světa z let 2005 a 2006 Španěl Fernando Alonso spolu s Belgičanem Stoffelem Vandoornem, kteří jsou doplněni rezervním jezdcem Britem Lando Norrisem.
Vůz je, v historii McLarenu poprvé, poháněn motorem Renault. Tato změna byla vyvolána nespokojeností týmu McLaren s pohonnými jednotkami Honda. Kvůli omezeným kapacitám Renaultu a snaze udržet Hondu ve Formuli 1 došlo k výměně pohonných jednotek mezi McLarenem a Toro Rosso.

## Výsledky v sezóně 2018

### Předsezónní testování
Oproti očekáváním bylo předsezonní testování týmu omezeno mnoha problémy. První nastal již po ujetí 5. kol během prvního dne, kdy Alonsovi upadlo pravé zadní kolo z důvodu špatné matice. Problémy pokračovaly i další den, kdy se uvolnil výfuk vozu a vyfoukl horký vzduch na kabeláž. Tým se proto rozhodl pro preventivní kontrolu, kvůli které se Vandoorne tento den již na trati neukázal. Třetí den testů ujel McLaren nejvíce kol (11), což bylo ovšem dáno nepříznivým počasím, pro které mnoho týmu kompletně zrušilo svůj testovací program. Poslední den prvních testů byl pro McLaren o poznání lepší, tým dokonce jako první překročil hranici 100 ujetých kol v daném dnu. Vandoorne zajel druhý nejrychlejší čas a později předal řízení Alonsovi. Dohromady najeli oba jezdci celkem 161 kol.
Do druhé části předsezonního testování vstupoval McLaren s cílem ujet 500 km (více než 107 kol) každý den. Hned první den druhých testů byl provázen několika problémy, kvůli kterým musel Vandoorne zastavit na trati. Nakonec ujel pouze 38 kol. Tento den se na voze také objevily dodatečné chladicí otvory v karoserii. Ty vedly ke spekulacím, zdali McLaren zvládl zapracování motoru Renault. Závodní ředitel Éric Boullier bránil tým s vysvětlením, že se jedná o běžné problémy při vývoji nového vozu, které budou vyřešeny. Šestý den přinesl opět problémy s hydraulikou, kvůli které přišel McLaren o 6,5 hodiny testování. Předposlední den testování byl pro tým bezproblémový a Vandoorne ujel celkem 151 kol. Poslední den testů byl opět omezen únikem kapaliny, kvůli kterému musel Alonso zastavit na trati. Později se ukázalo, že tým mění kvůli poruše turba celou pohonnou jednotku. I přes tuto vynucenou pauzu nakonec zvládl 93 kol a zapsal si druhý nejrychlejší čas dne.
Během testů si jezdci McLarenu připsali třetí (Alonso) a dvanáctý (Vandoorne) nejrychlejší čas. Tým také dosáhl největšího zlepšení oproti loňskému roku ve srovnání s ostatními týmy. I přes všechny problémy také ujel o více než 800 km větší vzdálenost. Toro Rosso, které tento rok jezdí s pohonými jednotkami Honda ovšem také ujelo mnohem větší vzdálenost oproti loňsku. V rámci letošních testů ujelo Toro Rosso bez větších problémů o více než 1000 kilometrů více než McLaren. Tato spolehlivost rozvířila mezi fanoušky debaty, zdali nízká spolehlivost Hondy v minulých letech nebyla zapříčiněna nevhodným přístupem McLarenu k jejímu umístění ve voze. McLaren návrh vozu MCL33 bránil jako ambiciozní přístup nutný pro dosažení konkurenceschopnosti. Problémy, které se vyskytly během testů (vadná matice kola, vadný úchyt výfuku, problémy s chlazením, selhání baterie a turba) označil Boullier za drobné problémy způsobené nedostatečnou přípravou vozu. Přiznal ovšem, že kvůli neujetí plánované vzdálenosti při testech a množství problémů nebude 100% jistota, že Mclaren vyřeší tyto problémy včas před prvním závodem v Austrálii.

### Úvodní závody
První trénink sezóny v Austrálii provázely McLaren další problémy s výfukem . Do závodu startoval Alonso z 10. a Vandoorne z 11. místa díky penalizacím ostatních jezdců. Nepodařené zastávky v boxech týmu Haas, jehož oba vozy byly před McLareny, následkem kterých vyjel i Safety car značně pomohly McLarenu. Alonso získal 5. místo, které byl schopen uhájit před poškozeným Red Bullem Verstappena. Vandoorne dokončil závod na 9. místě. Tento výsledek vyrovnal nejlepší výsledky získané za poslední tři roky s Hondou. Získaných 12. bodů navíc představuje více než třetinu celkového bodového zisku v loňské sezóně. Fernando Alonso prohlásil po závodě, že McLaren se již může soustředit na boj s Red Bullem . Do závodu v Bahrajnu přivezl tým další zlepšení .I přesto byl McLaren překvapen nedostatkem výkonnosti a opět se nebyl schopen dostat z druhé části kvalifikace . Alonso a Vandoorne nakonec v závodě obsadili 7. a 8. místo. Ačkoliv závodní rychlost týmu byla lepší než v kvalifikaci, velkou zásluhu na tomto výsledku mělo odstoupení obou Red Bullů a také Kimiho Räikkönena . Nulový bodový zisk Red Bullu a Räikkönena také přispěl k tomu, že Alonso se posunul na 4. místo v poháru jezdců a McLaren se posunul na 3. místo v poháru konstruktérů. Ve kvalifikaci na Grand Prix Číny se Alonso kvalifikoval na 13. pozici před Vandoornem a to i přes pokusy týmu s jízdou v závěsu pro snížení aerodynamického odporu. Po kvalifikaci Alonso prohlásil, že se jedná o nejlepší dosažitelný výsledek . Závodní ředitel Éric Boullier uvedl, že vůz MCL33 splnil stanovené výkonnostní cíle, ale že tyto cíle nebyly správné. Zároveň odmítl spekulace, že předchozí roky s Hondou maskovaly fundamentální aerodynamické problémy. Přiznal ovšem, že McLaren zaostává za ostatními týmy s pohonnou jednotkou Renault . Analýzy naznačují, že McLaren se snaží okopírovat vývojovou cestu Red Bullu ze sezóny 2017 . Podobně jako v předchozích závodech, i v Šanghaji tým těžil z problémů ostatních a výjezdu Safety Caru. Alonso získal 7. místo a za první tři závody získal více bodů (22) než za celou sezónu 2017 (17). Vandoorne obsadil 13. příčku .
Den před začátkem závodního víkendu v Ázerbájdžánu opustil Tim Goss svou pozici vedoucího vývoje šasi. Tato změna naznačuje, že McLaren začal řešit problémy, které byly v minulých letech zakrývány pohonnou jednotkou Honda a že aerodynamika vozů nejspíše nebyla na očekávané úrovni. Mluvčí týmu pouze potvrdil, že probíhá přezkoumání technických operací . Kvalifikace v Baku byla pro tým opět obtížná, Alonso startoval po penalizaci Hülkenberga 12. a Vandoorne 16  . Hned v úvodu závodu kolidoval Alonso se Sirotkinem, propíchnul obě pravé pneumatiky, cestou do boxů poškodil podlahu vozu a propadl se na poslední místo. Přesto pokračoval dále a v rámci chaotického závodu opět profitoval z výjezdu Safety Caru a odpadnutí několika předních vozů aby znovu obsadil 7. místo. Těsně před obnovením závodu McLaren povolal Vandoorna na další výměnu pneumatik z předposledního místa. Po restartu závodu se Vandoorne probojoval přes ostatní auta, která měla problémy s teplotou pneumatik, a obsadil 9. místo  .
V první části sezóny McLaren získal celkem 36 bodů i přes nízkou závodní a především kvalifikační rychlost monopostu MCL33. Tým také dokázal vyřešit problémy se spolehlivostí, které narušily jeho předsezónní testování a v rámci prvních čtyř závodů nezaznamenal ani jedno odstoupení a zároveň dokázal bodovat v 7 z 8 příležitostí. Pro srovnání v sezóně 2017 vůz MCL32 z prvních čtyř závodů čtyřikrát nedokončil závod, dvakrát vůbec neodstartoval a ani jednou nebodoval. Jedná se o nejlepší start sezóny od roku 2014, kdy McLaren naposledy využíval motory Mercedes.

### Evropská část a Kanada
McLaren uvedl, že do Španělska doveze "B" verzi svého monopostu, která již bude odpovídat stavu původně plánovaném pro úvodní závod v Austrálii. Současný monopost přitom Boullier označil za vývojovou verzi vozu MCL32 . Později však Boullier snižoval očekávání a poukázal, že i ostatní týmy přivezou zlepšení a nelze tedy očekávat skokový posun vpřed. Po pátečních trénincích označil Alonso tato zlepšení za jasný krok vpřed . V kvalifikaci dosáhl tým nejlepšího výsledku dosavadní sezóny. Alonso poprvé postoupil do Q3 a obsadil nakonec 8. příčku zatímco Vandoorne se kvalifikoval na 11. místě . Po špatném startu obou vozů a úvodní nehodě nakonec Alonso dokončil závod na 8. příčce, zatímco Vandoorne odstoupil kvůli poruše. McLaren po tomto závodě klesnul na 5. příčku v šampionátu. V Monaku Alonso nedokončil závod po startu ze 7. místa zatímco Vandoorne dokončil na 14. místě po startu z 12. pozice  . I přes vylepšenou pohonnou jednotku Renault dosáhli Alonso a Vandoorne v kvalifikaci na Velkou Cenu Kanady jen na 14. a 15. místo, přičemž pouze Williams nebyl schopen aspoň jedním autem překonat McLaren.  . Ačkoliv Alonso dokázal získat několik pozic, byl nakonec nucen odstoupit kvůli závadě na výfuku z 11. místa. Vandoorne se na začátku závodu propadl kvůli neplánované zastávce v boxech a závod nakonec dokončil na předposledním 16. místě . Po další nepovedené kvalifikaci na Velkou cenu Francie, kdy jezdci dosáhli jen na 16. (Alonso) a 17. (Vandoorne) místo přiznal McLaren, že nedokáže najít příčinu svých problémů ve větrném tunelu. Z tohoto důvodu musí tým experimentovat s novými aerodynamickými součástmi během závodních víkendů, přičemž místo vývoje se soustředí na hledání tohoto problému . I přes problémy předních vozů dokončil Vandoorne závod na 12. místě. Alonso na konci závodu zajel do boxů z posledního místa a byl klasifikován jako šestnáctý . V druhé čtveřici závodů tedy tým získal pouhé čtyři body. V Rakousku Alonso konečně opět bodoval, přičemž po startu z boxové uličky dosáhl na 8. místo. Vandoorne se po kolizi s Gaslym v prvním kole propadl na konec závodního pole a nakonec závod nedokončil. I přes bodový zisk zásluhou odpadnutí mnoha rychlejších vozů se tým propadl na 6. místo v poháru konstruktérů  .
Pár dnů po tomto poklesu oznámil McLaren rezignaci svého závodního ředitele Érica Boulliera. Výkonný ředitel týmu Zak Brown označil příčiny nedostatečné výkonnosti jako "systematické a strukturální". V rámci změny struktury vedení jeho pozici nepřebírá jeden člověk, ale je rozdělena mezi vícero osob . Brown také přiznal, že letošní monopost má méně přítlaku než loňský a doplnil, že loňské šasi rozhodně nebylo nejlepší. Dále prohlásil, že cesta k nápravě bude dlouhá a návrat do čela může trvat i roky . Tyto změny opět obnovily spekulace, že nízká výkonnost týmu v posledních letech byla vinou samotného McLarenu a nikoliv Hondy .
V Silverstone startovali Alonso a Vandoorne z 13. a 17. pozice a po závodě ovlivněném dvěma výjezdy Safety Caru dojeli na 8. a 11. místě  . I přes tento bodový zisk se tým propadl na 7. místo v poháru konstruktérů. Velkou část pátečních tréninků na Grand Prix Německa tým věnoval testování nových dílů a nastavení pro nadcházející Grand Prix Maďarska, který by měl monopostu MCL33 vyhovovat . I přes nadějnou kvalifikaci Alonsa na 11. místě tým nedokázal bodovat, především z důvodu nevhodně zvolené strategie v době, kdy na Hockenheimringu začalo pršet  . Před závodem v Maďarsku uvedl Alonso, že 70% vývoje je již zaměřeno na vůz pro rok 2019. Zároveň doplnil, že i přes velké množství zkoušených dílů a výzkumů v rámci tréninků zůstávají vylepšení dovezená do Španělska jediná významná, které letos tým dovezl na trať a fungují . Tým se také rozhodl vyměnit Vandoornovo šasi za starší z počátku sezóny, jelikož tým nedokázal určit příčinu aerodynamických problémů na jeho vozu . V deštěm silně ovlivněné kvalifikaci na Hungaroringu kvalifikoval Alonso na 11. a Vandoorne na 16. místě . Díky vhodné strategii, při které oba vozy měly velmi dlouhý první stint, a dobré rychlosti na čerstvém vzduchu poté co ostatní jezdci zajeli do boxů se podařilo oběma vozům získat několik pozic a v 50. kole závodu kroužily v těsném závěsu na 8. a 9. místě. Zatímco Alonso osmou pozici udržel až do konce závodu, Vandoorne musel odstoupit pro poruchu převodovky .
Během letní pauzy změnil tým Force India majitele, přičemž formálně původní tým zaniknul a do F1 vstoupil jako nová entita. Z tohoto důvodu přišel o všechny body a McLaren se posunul na 6. příčku v poháru konstruktérů . Po další nevydařené kvalifikaci v Belgii startoval Alonso z 14. pozice díky velkému množství penalizací, Vandoorne startoval kvůli nejpomalejšímu času v kvalifikaci a následné výměně pohonné jednotky poslední . Zvolená strategie nebyla úspěšná a Vandoorne dokončil závod jako poslední na 15. místě. Alonso závod nedokončil po nehodě v prvním kole . Problémy s aerodynamickým tunelem i nadále brání týmu vyvíjet svůj monopost . V Itálii startovaly jezdci z 13. (Alonso) a ze 17. (Vandoorne) místa díky penalizacím ostatních . Alonso opět odstoupil, zatímco Vandoorne dokončil závod na 12. místě (po diskvalifikaci Grosjeana)  . Po slibném začátku sezóny se výkonnost monopostu MCL33 značně propadla, především kvůli pokračujícím problémům s větrným tunelem, ale také kvůli nižší spolehlivosti .

### Závěr sezóny
Charakteristiky okruhu v Singapuru umožnily návrat na bodované pozice, kdy Alonso po startu z 11. místa dokončil na 7. místě. Vandoorne taktéž získal v závodě několik pozic, ovšem po startu z 18. místa dojel pouze dvanáctý  . Alonso tento výsledek označil za "malé vítězství" a zdůraznil, že závod dokončily všechny vozy "nejlepší trojky" Mercedes, Ferrari a Red Bull . Sportovní ředitel Gil de Ferran před závodem v Rusku potvrdil, že McLaren se chystá nasadit zlepšení pro snížení aerodynamického odporu a nastavení z Monzy . Ani tyto změny ovšem nepomohly a oba jezdci dokončili závod mimo bodované pozice . Před závodem v Japonsku se objevily spekulace, že McLaren včas neinformoval Pirelli o své volbě pneumatik pro závody v Belgii a Japonsku a proto dostal pneumatiky dle základního rozdělení Pirelli. Gil de Ferran tyto spekulace vyvrátil a uvedl, že příčinou tohoto nevhodného výběru je špatné pochopení chování vozu. Tým původně myslel, že monopost MCL33 funguje lépe s tvrdší směsí pneumatik. Tento výběr proběhl ještě před odchodem Erica Boulliera . Výkonnost týmu se v Japonsku nezlepšila a oba vozy opět dojely mimo bodované pozice, přičemž Alonso dostal penalizaci 5 sekund po zkrácení tratě v úvodu závodu . Před závodem v USA přiznal De Ferran, že tým zaostal ve vývoji letošního vozu a nyní se již soustředí na vývoj monopostu pro další sezónu. V rozhovoru také vyzdvihnul novou strukturu týmu, která vznikla po personálních změnách během sezóny po odhalení nedostatků vozu MCL33 . V Americe tým opět nebodoval i přes diskvalifikaci Estebana Ocona a Kevina Magnussena. Alonso závod nedokončil po kolizi v prvním kole. Vandoorne závod dokončil na třináctém místě a po uvedených diskvalifikacích se posunul na 11. příčku . V Mexiku tým získal další 4 body zásluhou Vandoorna, který bodoval poprvé od Velké Ceny Ázerbájdžánu. Alonso v prvním kole zachytil trosky z vozu Estebana Ocona což vedlo k poškození chlazení a následnému odstoupení ve 4. kole . V Brazílii tým opět nebodoval . Před posledním závodem sezóny a tedy i posledním závodem Fernanda Alonsa ve Formuli 1 představil McLaren unikátní jednorázové zbarvení pro jeho vůz, které vychází z barev Alonsova rodného regionu Asturie . V posledním závodě McLaren nepřekonal očekávání a oba jezdci opět skončili mimo bodované pozice. Ve snaze dotáhnout Magnussena jedoucího na 10. pozici dostal Alonso v závěru závodu tři penalizace za zkracování trati. Poté se Alonso přidal k Hamiltonovi a Vettelovi v rámci oslav a rozhovorů na cílové rovince  .
Po ukončení sezóny byl zůstal tým na okruhu v Abú Zabí a v rámci dvou testovacích dnů si vůz MCL33 vyzkoušel Lando Norris a Carlos Sainz Jr., kteří budou za McLaren závodit v příští sezóně. Oba jezdci zajeli během těchto dvou dnů dohromady 286 kol  .

### Zhodnocení sezóny
Po nejhorší sezóně ve své historii dosáhl McLaren značného zlepšení a ziskem 62. bodů obsadil v poháru konstruktérů 6. příčku. Nebýt vyloučení "původního" týmu Force India během sezóny, byl by McLaren sedmý. Toro Rosso, které od McLarenu převzalo motory Honda kleslo ze 7. na 9. příčku. Předseda skupiny McLaren uvedl, že změna dodavatele motorů vyšla tým na přibližně 100 milionů dolarů. Zároveň prohlásil, že i přes respekt k Hondě spolupráce nefungovala a změna musela přijít. McLaren dle něj odhalil příčinu svých aerodynamických problémů až během letní přestávky, kdy už nebylo možné problém vyřešit. Personální změny v týmu a také brzký start vývoje vozu pro další sezónu tak dává naději na další posun vpřed.
I přes výše uvedené zlepšení vůz MCL33 nesplnil očekávání. Většinu bodů získal tým v úvodu sezóny, kdy dokázal využít strategické chyby svých soupeřů. Nicméně i přes dobré výsledky již tehdy bylo patrné, že vůz nemá dostatečnou závodní a především kvalifikační rychlost. Problémy s aerodynamickým tunelem znamenaly, že tým začal zaostávat ve vývoji a také, že čas v trénincích musel věnovat ověřování nových dílů a hledání problémů. Vývoj vozu pro další rok zahájil McLaren velmi brzy. Tyto faktory vedly k postupnému poklesu relativní výkonnosti vozu MCL33. Nejlepší výsledek z tříletého novodobého partnerství McLaren-Honda získal vůz MP4-31, se kterým McLaren získal taktéž na 6. pozici v poháru konstruktérů avšak s větším ziskem 76. bodů.

## Umístění v sezóně 2018
| Legenda k tabulce | Legenda k tabulce                                                                       |
| Barva             | Výsledek                                                                                |
| ----------------- | --------------------------------------------------------------------------------------- |
| Zlatá             | Vítěz                                                                                   |
| Stříbrná          | 2. místo                                                                                |
| Bronzová          | 3. místo                                                                                |
| Zelená            | Bodované umístění                                                                       |
| Modrá             | Nebodované umístění                                                                     |
| Modrá             | Dokončil neklasifikován (NC)                                                            |
| Fialová           | Odstoupil (Ret)                                                                         |
| Červená           | Nekvalifikoval se (DNQ)                                                                 |
| Červená           | Nepředkvalifikoval se (DNPQ)                                                            |
| Černá             | Diskvalifikován (DSQ)                                                                   |
| Bílá              | Nestartoval (DNS)                                                                       |
| Bílá              | Závod zrušen (C)                                                                        |
| Světle modrá      | Pouze trénoval (PO)                                                                     |
| Světle modrá      | Páteční testovací jezdec (TD)                                                           |
| Bez barvy         | Netrénoval (DNP)                                                                        |
| Bez barvy         | Vyřazen (EX)                                                                            |
| Bez barvy         | Nepřijel (DNA)                                                                          |
| Bez barvy         | Odvolal účast (WD)                                                                      |
| Bez barvy         | Nezúčastnil se (prázdné)                                                                |
| Označení          | Význam                                                                                  |
| Tučnost           | Pole position                                                                           |
| Kurzíva           | Nejrychlejší kolo                                                                       |
| †                 | Jezdec nedojel do cíle, ale byl klasifikován, protože odjel více než 90 % délky závodu. |
| ‡                 | Byl udělován poloviční počet bodů, protože bylo odjeto méně než 75 % délky závodu.      |
| Horní index       | Umístění bodujících jezdců ve sprintu                                                   |

| Rok  | Šasi          | Motor                    | Pneu | No. | Jezdci            | 1   | 2   | 3   | 4   | 5   | 6   | 7   | 8   | 9   | 10  | 11  | 12  | 13  | 14  | 15  | 16  | 17  | 18  | 19  | 20  | 21  | Body | Umístění |
| ---- | ------------- | ------------------------ | ---- | --- | ----------------- | --- | --- | --- | --- | --- | --- | --- | --- | --- | --- | --- | --- | --- | --- | --- | --- | --- | --- | --- | --- | --- | ---- | -------- |
| 2018 | McLaren MCL33 | Renault R.E. 18 1.6L V6t | P    |     |                   | AUS | BHR | CHN | AZE | ESP | MON | CAN | FRA | AUT | GBR | GER | HUN | BEL | ITA | SIN | RUS | JPN | USA | MEX | BRA | ABU | 62   | 6.       |
| 2018 | McLaren MCL33 | Renault R.E. 18 1.6L V6t | P    | 2   | Stoffel Vandoorne | 9   | 8   | 13  | 9   | Ret | 14  | 16  | 12  | 15† | 11  | 13  | Ret | 15  | 12  | 12  | 16  | 15  | 11  | 8   | 15  | 14  | 62   | 6.       |
| 2018 | McLaren MCL33 | Renault R.E. 18 1.6L V6t | P    | 14  | Fernando Alonso   | 5   | 7   | 7   | 7   | 8   | Ret | Ret | 16† | 8   | 8   | 16† | 8   | Ret | Ret | 7   | 14  | 14  | Ret | Ret | 17  | 11  | 62   | 6.       |